# Multimedia Messaging Service
Il Multimedia Messaging Service, in italiano Servizio di Messaggistica Multimediale, è un servizio di messaggistica telefonica. Come suggerisce il nome stesso la sua peculiarità è la possibilità di trasmettere messaggi contenenti oggetti multimediali (immagini, audio, video, testo formattato). L'acronimo MMS è comunemente usato.

## Storia
Il servizio di messaggistica multimediale è stato creato utilizzando la tecnologia della messaggistica SMS.
La Cina è stata uno dei primi mercati a rendere l'MMS un grande successo commerciale. Il presidente e CEO di China Mobile, ha detto alla GSM Association Mobile Asia Congress nel 2009 che gli MMS in Cina erano ormai un servizio diffuso alla pari con gli SMS.
Tra il 2010 e il 2013, il traffico MMS negli Stati Uniti è aumentato del 70%, passando da 57 a 96 miliardi di messaggi inviati. Ciò è dovuto in parte all'ampia adozione degli smartphone.

## Caratteristiche salienti
Il MMS è impiegato soprattutto nelle reti cellulari, la standardizzazione è stata effettuata principalmente da 3GPP, 3GPP2 e OMA.
Il MMS si propone come successore del servizio SMS, il quale consente solamente la trasmissione di testo non formattato e non è da confondere con EMS, che è una più semplice estensione di SMS.
A differenza dei messaggi SMS, che viaggiano in genere sui canali di segnalazione della rete GSM, i messaggi MMS vengono trasmessi tramite una connessione dati. A tal scopo vengono spesso impiegati sistemi a commutazione di pacchetto (GPRS ed EDGE, ad esempio).

## Altre particolarità
La consegna di un messaggio MMS può essere immediata o differita. Nel primo caso il telefono del ricevente recupera il messaggio non appena la rete lo informa della sua esistenza, nel secondo caso prima del recupero viene chiesta l'autorizzazione dell'utente.
I contenuti multimediali creati da un certo telefono potrebbero non essere compatibili con altri telefoni. In tali casi lo standard prevede che l'operatore di rete (o il fornitore di servizi) si faccia carico dell'adattamento dei contenuti. Ciò non è obbligatorio, ma consente una maggiore interoperabilità fra telefoni differenti.
La configurazione dei telefoni richiede diversi parametri; per limitare i problemi che da ciò derivano sono stati sviluppati sistemi di configurazione automatica. Per esempio è spesso possibile visitare il sito web del proprio operatore per richiedere l'invio dei parametri al proprio telefono: l'operatore invia un messaggio SMS speciale contenente i parametri richiesti ed il telefono li può salvare automaticamente.
Anche se non è prevista una dimensione massima per i messaggi MMS, questa può essere imposta dalle capacità dei terminali usati e dalle decisioni dei fornitori del servizio. Ad esempio, per quanto riguarda gli operatori italiani: TIM non dichiara limitazioni se non quelle del telefonino (anche se alcuni sostengono si limiti a 300 kB), Vodafone, Wind e 3 consentono una dimensione massima di 300 kB. Telecom Italia con il suo servizio MMS consente l'invio fino a 100 kB; 600 dalla webmail Alice associata a un numero TIM, benché non sia necessario.